# Cao Fang
Pour les articles homonymes, voir Cao.
Dans ce nom, le nom de famille précède le nom personnel.
Cao Fang (231-274) est le prince héritier et fils adoptif de Cao Rui. Il fut le troisième empereur des Wei alors qu’il accéda au trône à l’âge de 8 ans. Étant un très jeune empereur, il perdit le contrôle suprême, dans un premier temps au profit de son oncle Cao Shuang, puis au profit du clan des Sima. Il fut terrorisé et humilié constamment par Sima Shi et ordonna à Xiahou Xuan, Li Feng et Zhang Qi d’assassiner la famille Sima. Cependant, le plan fut découvert et Cao Fang fut forcé d’abdiquer, devenant Prince de Qi.